# Zurgai
Zurgai. Euskal Herriko Poetak. Poetas por su pueblo es una revista literaria del País Vasco editada en Bilbao, especializada en poesía y crítica literaria. Su director era el escritor Pablo González de Langarika.

## Historia de la revista
El origen de esta publicación fue una asociación vizcaína, la Sociedad Poético Literaria Aralar, que posteriormente se convirtió en el grupo Poetas por su pueblo. Una de las principales actividades de este colectivo era sacar la poesía a la calle, concepto de carácter claramente social al igual que el propio nombre del grupo; para ello realizaban grandes murales en el centro de Bilbao, editaban hojas, pequeñas revistas. La primera de estas publicaciones fue Yambo, revista que se vendía en la calle y cuyos pequeños beneficios permitían la realización del siguiente número. El objetivo de aquella primera revista no era otro que dar a conocer los trabajos de los miembros del colectivo. En la misma línea de contenido, pero ya con una intención más ambiciosa, apareció Zurgai en 1979. Los veinticinco primeros números de la publicación, hasta 1988, serán los de una revista de carácter colectivo, en la que diferentes artistas daban a conocer sus trabajos. En 1988 este modelo de trabajo entra en crisis, el colectivo se divide y queda el escritor Pablo González de Langarika como director. A partir de ese momento la revista tomó otros derroteros: si bien continuó publicando trabajos de poetas del país, más de mil en todos estos años, a la vez inició la publicación de números monográficos dedicados a grandes figuras literarias, distintos movimientos, o a la poesía de diferentes nacionalidades: Blas de Otero, Ángela Figuera Aymerich, Gabriel Celaya, Antonio Gamoneda, Bitoriano Gandiaga, José Manuel Caballero Bonald, Pere Gimferrer, entre los autores; en lo que se refiere a otros monográficos hay una importante diversidad: la poesía en prosa, la poesía escrita por mujeres, poesía visual, poesía leonesa, cubana... Por tanto Zurgai no se hace eco únicamente de la poesía del País Vasco, sino que tiene una vocación universalista. En estos números monográficos se combinan los artículos críticos y divulgativos con los trabajos propiamente creativos.
La revista de esta segunda etapa está caracterizada por la calidad de su impresión y su diseño de álbum en el que los aspectos gráficos tienen mucha importancia. Asimismo, la revista se complementa a menudo con otros cuadernos y separatas dedidacas a distintos poetas. En 2009 Zurgai cumplió su 30 aniversario, lo que la convierte en la decana de este tipo de publicaciones en lengua castellana dentro del País Vasco.

## Monográficos

### SigloXX
- Diciembre de 1989: Poetas de los 70.
- Junio de 1989: Antonio Machado.
- Junio de 1990: Poesía anglosajona.
- Diciembre de 1990: Poetas vascos.
- Junio de 1991: Dedicado al postismo.
- Diciembre de 1991: Poesía vasca, hoy.
- Junio de 1992: 50 años de poesía canaria.
- Diciembre de 1992: Gabriel Celaya.
- Junio de 1993: Mujeres poetas.
- Diciembre de 1993: Poesía gallega.
- Junio de 1994: Poesía latinoamericana.
- Diciembre de 1994: Poesía andaluza.
- Junio de 1995: Larrea y Vallejo.
- Diciembre de 1995: De la poesía dominicana.
- Julio de 1996: Algunos poetas vascos.
- Diciembre de 1996: Dedicado a Carmen Conde.
- Julio de 1997: Poetas de ahora.
- Diciembre de 1997: De la poesía extremeña.
- Junio de 1998: Volver a Blas de Otero.
- Diciembre de 1998: De la poesía cubana.
- Julio de 1999: Dedicado a José Agustín Goytisolo.
- Diciembre de 1999: Para/con/de ...los niños.
- Septiembre de 2000: Zurgai algo más de 20 años.
- Diciembre de 2000: Poesía leonesa / Poesía visual.

### SigloXXI
- Julio de 2001: Amanece el cantor (José Ángel Valente).
- Diciembre de 2001: Con Antonio Gamoneda.
- Julio de 2002: ...de muy cerca del Nervión.
- Diciembre de 2002: Voces de Europa.
- Julio de 2003: Con Bitoriano Gandiaga.
- Diciembre de 2003:Poesía de la conciencia.
- Julio de 2004: Voz de mujer.
- Diciembre de 2004: Poesía portuguesa.
- Julio de 2005: Con Ángel González.
- Diciembre de 2005: Poesía francesa.
- Julio de 2006: Con Claudio Rodríguez.
- Diciembre de 2006: Con Pere Gimferrer.
- Julio de 2007: Poesía corsa.
- Diciembre de 2007: José Manuel Caballero Bonald.
- Julio de 2008: Voces del Norte.
- Diciembre de 2008: Leyendo a Juan Gelman.
- Julio de 2009: De la poesía en prosa.
- Diciembre de 2009: Con Ángela Figuera Aymerich.
- Julio de 2010: Cuatro del 27: Juan Larrea, Gerardo Diego, Dámaso Alonso y Miguel Hernández.
- Diciembre de 2010: Poesía de Castilla y León.
- Junio de 2011: Cincuenta años de poesía catalana.
- Diciembre de 2011: Infancia y poesía.
- Junio de 2012: Cuatro voces singulares. Marosa di Giorgio, Maria Mercè Marçal, Rosa Díaz, Amalia Iglesias.
- Diciembre de 2012: Poetas vascos.
- Julio de 2013: Voces de dos orillas.
- Diciembre de 2013: Poesía indignada.
- Julio de 2014: Versos por la paz... y contra el miedo.
- Diciembre de 2014: Dedicado a Ernesto Cardenal.
- Junio de 2015: Poesía sin IVA (Con César Vallejo al fondo).
- Diciembre de 2015: Con Antonio Gamoneda (Diálogos ibéricos).
- Julio de 2016: Poesía joven, poesía actual.